# Dom na falach
Dom na falach (jap. 雨を告げる漂流団地 Ame o tsugeru hyōryū danchi) – japoński film animowany z 2022 roku w reżyserii Hiroyasu Ishidy, wyprodukowany przez Studio Colorido. Został wydany równocześnie w japońskich kinach i na platformie Netflix 16 września 2022.

## Fabuła
Kosuke Kumagaya i Natsume Tonai są przyjaciółmi, którzy dorastali jak rodzeństwo. Jednak po śmierci dziadka Kosuke relacje między nimi zaczęły być napięte. Pewnego dnia podczas wakacji Kosuke i jego koledzy z klasy, Taishi, Yuzuru, Reina i Juri, zakradają się do „kompleksu mieszkaniowego dla duchów”, który został przeznaczony do rozbiórki. Budynek ten był również domem pełnym wspomnień, w którym Kosuke i Natsume dorastali. Kosuke niespodziewanie spotyka tam Natsume i słyszy o tajemniczym chłopcu imieniem Noppo, który rzekomo mieszka w kompleksie. Dochodzi do kłótni, podczas której zaczyna padać ulewny deszcz. Po rozpogodzeniu okazuje się, że budynek nagle dryfuje na środku oceanu.

## Obsada
| Postać           | Japoński dubbing | Polski dubbing      |
| ---------------- | ---------------- | ------------------- |
| Natsume Tonai    | Asami Seto       | Adrianna Kosiorek   |
| Kosuke Kumagaya  | Mutsumi Tamura   | Jakub Strach        |
| Noppo            | Ayumu Murase     | Mikołaj Gajowy      |
| Taishi Koiwai    | Yumiko Kobayashi | Antoni Jędrak       |
| Yuzuru Tachibana | Daiki Yamashita  | Paweł Szymański     |
| Reina Haba       | Inori Minase     | Alicja Warchocka    |
| Juri Ando        | Kana Hanazawa    | Zofia Nowosielska   |
| Satoko Tonai     | Nana Mizuki      | Ewa Prus            |
| Yasuko Kumagaya  | Rikako Aikawa    | Katarzyna Skarżanka |

### Wersja polska[1]
Wersja polska: HIVENTY POLAND
Reżyseria: Michał Podsiadło
Dialogi: Anna Niedźwiecka
Zgranie wersji polskiej: Jerzy Wierciński
Koordynacja projektu: Dorota Nyczek
Nadzór produkcji: Zuzanna Brylska

## Produkcja i wydanie
Film po raz pierwszy został zapowiedziany przez serwis Netflix we wrześniu 2021. Za produkcję odpowiadało Studio Colorido, za reżyserię Hiroyasu Ishida, a za scenariusz Ishida, Hayashi Mori i Minaki Sakamoto. Postacie zaprojektował Akihiro Nagae, a muzykę skomponował Umitarō Abe. Premiera w japońskich kinach odbyła się 16 września 2022. Tego samego dnia film został również wydany na platformie Netflix.